# Moisești
Moisești – wieś w Rumunii, w okręgu Mehedinți, w gminie Ilovița. W 2011 roku liczyła 85 mieszkańców.